# Carlos Huertas

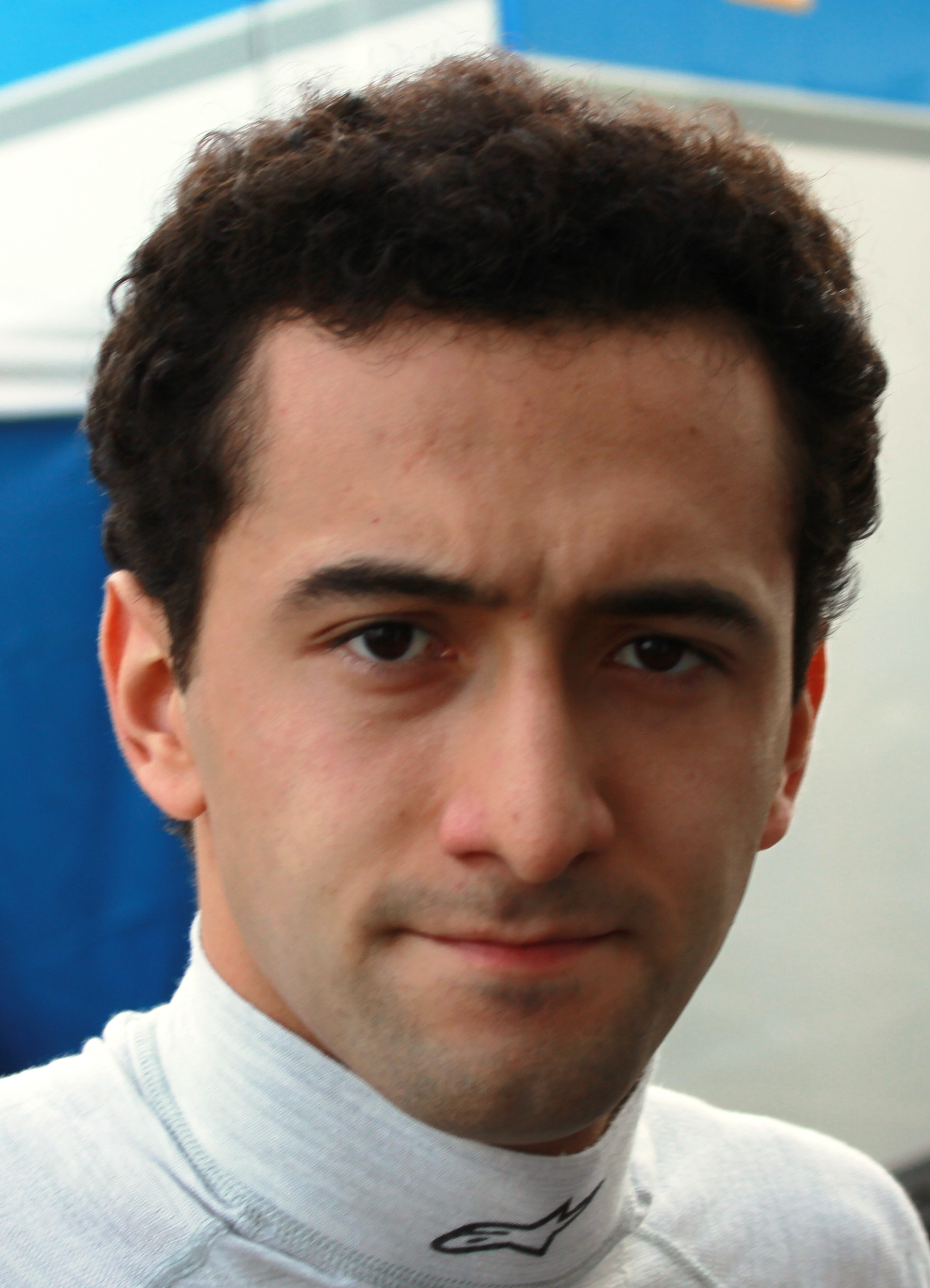
Carlos Huertas (2012)

Carlos Huertas (* 22. Juni 1991 in Bogotá) ist ein kolumbianischer Automobilrennfahrer. Er startete von 2009 bis 2011 in der britischen Formel 3. 2012 und 2013 trat er in der Formel Renault 3.5 an. 2014 und 2015 fuhr er in der IndyCar Series.

## Karriere
Huertas begann seine Motorsportkarriere 2001 im Kartsport, in der bis 2006 aktiv war. 2007 wechselte er nach Europa in den Formelsport und trat für Räikkönen Robertson Racing in der britischen Formel BMW an. Am Ende seiner Debütsaison belegte er den 13. Gesamtrang. 2008 blieb Huertas bei Räikkönen Robertson Racing und trat in der europäischen Formel BMW, die aus der Fusion der britischen mit der deutschen Formel BMW hervorgegangen war, an. Mit einem zweiten Platz als bestes Resultat belegte er am Saisonende den neunten Platz im Gesamtklassement. Außerdem startete er an einem Rennwochenende der australischen Formel 3.
2009 wechselte Huertas in die britische Formel-3-Meisterschaft und trat erneut für Räikkönen Robertson Racing an. Sein bestes Resultat erzielte er beim ersten Rennen in Portimão, bei dem er als Vierter ins Ziel kam und, da zwei Gastfahrer vor ihm lagen, auf dem zweiten Platz gewertet wurde. Am Saisonende hatte er genauso viele Punkte wie sein Teamkollege Daisuke Nakajima erzielt, da Nakajima jedoch bessere Platzierungen vorweisen konnte, belegte er hinter ihm den achten Gesamtrang. 2010 blieb Huertas bei Räikkönen Robertson Racing und bestritt seine zweite Saison in der britischen Formel-3-Meisterschaft. Mit drei zweiten Plätzen als beste Resultate belegte er den zehnten Platz im Gesamtklassement. 2011 wechselte Huertas zu Carlin und absolvierte seine dritte Saison in der britischen Formel-3-Meisterschaft. Nachdem er mit sieben Podest-Platzierungen erzielt hatte, gewann er beim Saisonfinale sein erstes britisches Formel-3-Rennen. Huertas schloss die Saison hinter seinen Teamkollegen Felipe Nasr und Kevin Magnussen auf dem dritten Platz der Meisterschaft ab. Darüber hinaus nahm Huertas an der FIA-Formel-3-Trophäe 2011 teil. Diese beendete er auf dem achten Platz.
2012 ging Huertas für Fortec Motorsport in der Formel Renault 3.5 an den Start. Während sein Teamkollege Robin Frijns den Meistertitel gewann, wurde Huertas mit einem vierten Platz als bestem Resultat 16. in der Fahrerwertung. 2013 kehrte Huertas zu Carlin zurück, für die er seine zweite Saison in der Formel Renault 3.5 absolvierte. Er gewann ein Rennen in Alcañiz und erreichte den 14. Platz im Gesamtklassement. Mit 30 zu 24 Punkten setzte er sich intern gegen Jazeman Jaafar durch.
2014 wechselte Huertas nach Nordamerika in die IndyCar Series zu Dale Coyne Racing. In Houston gelang ihm beim ersten Rennen strategiebedingt ein Überraschungssieg und war damit Teil eines kolumbianischen Dreifachsieges, da seine Landsmännrt Juan Pablo Montoya und Carlos Muñoz das Podest komplettierten. Huertas kam nur bei zwei weiteren in die Top 10. Er beendete die Saison auf dem 20. Gesamtrang und unterlag intern Justin Wilson mit 314 zu 395 Punkten. 2015 absolvierte Huertas seine zweite IndyCar-Saison für Dale Coyne Racing. Beim Indianapolis 500 wurde er wegen einer Ohr-Erkrankung zurückgezogen. Er kam anschließend nicht mehr zum Einsatz.

## Statistik

### Karrierestationen
| - 2001–2006: Kartsport - 2007: Britische Formel BMW (Platz 13) - 2008: Europäische Formel BMW (Platz 9) - 2009: Britische Formel 3 (Platz 8) | - 2010: Britische Formel 3 (Platz 10) - 2011: Britische Formel 3 (Platz 3) - 2011: FIA-Formel-3-Trophäe (Platz 8) - 2012: Formel Renault 3.5 (Platz 16) | - 2013: Formel Renault 3.5 (Platz 14) - 2014: IndyCar Series (Platz 20) - 2015: IndyCar Series (Platz 36) |

### Einzelergebnisse in der IndyCar Series
| Jahr | Team              | 1   | 2   | 3   | 4   | 5    | 6    | 7   | 8   | 9   | 10  | 11  | 12  | 13  | 14  | 15  | 16  | 17  | 18  | Punkte | Rang |
| ---- | ----------------- | --- | --- | --- | --- | ---- | ---- | --- | --- | --- | --- | --- | --- | --- | --- | --- | --- | --- | --- | ------ | ---- |
| 2014 | Dale Coyne Racing | STP | LBH | ALA | IMS | INDY | DET  | DET | TXS | HOU | HOU | POC | IOW | TOR | TOR | MDO | MIL | SNM | FON | 314    | 20.  |
| 2014 | Dale Coyne Racing | 18  | 10  | 16  | 13  | 1730 | 8    | 15  | 16  | 1°  | 23  | 20  | 20  | 14  | 15  | 17  | 20  | 22  | 21  | 314    | 20.  |
| 2015 | Dale Coyne Racing | STP | NOL | LBH | ALA | IMS  | INDY | DET | DET | TXS | TOR | FON | MIL | IOW | MDO | POC | SNM |     |     | 31     | 36.  |
| 2015 | Dale Coyne Racing | 24  | 16  |     |     | 19   | WD   | INJ | INJ | INJ | INJ | INJ | INJ | INJ | INJ | INJ | INJ |     |     | 31     | 36.  |

(Legende)